# Ernst-Robert Grawitz

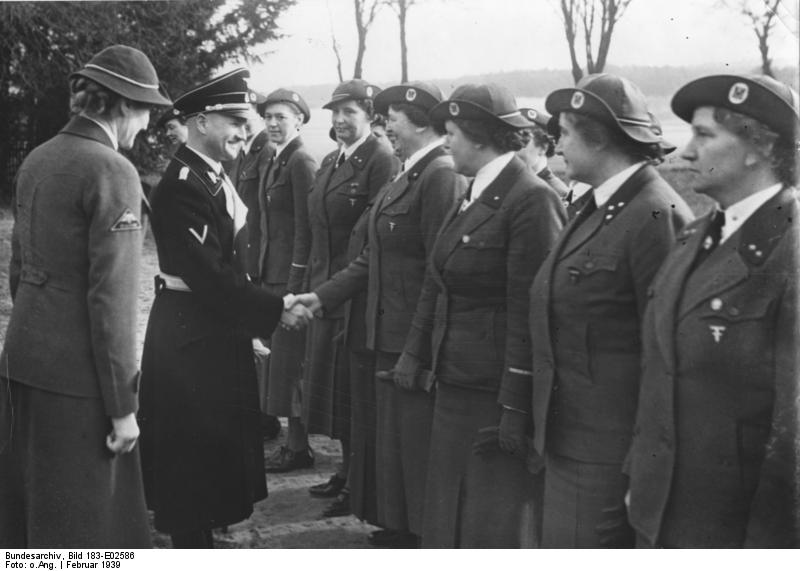
Ernst-Robert Grawitz bei der Begrüßung von Teilnehmerinnen am ersten Lehrgang der Reichsführerschule des DRK in Groß Schulzendorf (Februar 1939)

Ernst-Robert Grawitz (* 8. Juni 1899 in Charlottenburg; † 24. April 1945 in Potsdam-Babelsberg) war in der Zeit des Nationalsozialismus Geschäftsführer des Deutschen Roten Kreuzes, SS-Obergruppenführer und General der Waffen-SS. Als „Reichsarzt SS und Polizei“ war er mitverantwortlich für NS-Krankenmorde an Behinderten und medizinische Experimente an Gefangenen.

## Herkunft
Ernst-Robert Grawitz stammte aus einer Medizinerfamilie. Er war der Sohn des Militärarztes und späteren Chefarztes am Krankenhaus Charlottenburg-Westend Ernst Grawitz (1860–1911) und dessen Ehefrau Helene, geborene Liebau (* 14. Oktober 1869 in Magdeburg). Sein Onkel war der Pathologe Paul Grawitz.
Er trat Mitte 1917 als Kriegsfreiwilliger in das Jäger-Ersatz-Bataillon 1 ein und geriet am 18. September 1918 kurz vor Kriegsende als Leutnant bei Épehy an der Westfront in englische Kriegsgefangenschaft. Nach seiner Entlassung im November 1919 begann Grawitz ein Medizinstudium an der Berliner Universität. Nach dem Staatsexamen und der Approbation war er bis 1929 Hilfsarzt, Assistent und 1. Assistent in der Inneren Abteilung des Krankenhauses Berlin-Westend und ließ sich danach als Facharzt für Innere Krankheiten mit einer Praxis in Berlin nieder. Von 1933 bis 1936 war Grawitz in der Inneren Abteilung des Berliner Westend-Krankenhauses beschäftigt. Der damalige ärztliche Direktor des Hauses schätzte Grawitz „als einen absolut zuverlässigen, treuen, höchst ehrenwerten Charakter“.
Gleichzeitig bedauerte sein Förderer jedoch, Grawitz nicht zur Habilitation gebracht haben zu können, da den jungen Wissenschaftler seine politische Tätigkeit zu sehr in Anspruch genommen hätte. Bereits neben seinem Medizinstudium betätigte sich Grawitz in rechtsradikalen Organisationen. Er gehörte im November 1919 der „Einwohnerwehr Berlin“ an und war 1920 am Kapp-Putsch beteiligt. Anschließend trat Grawitz dem Freikorps „Olympia“ bei und gab in späteren Unterlagen an, seit 1920 ein Anhänger Adolf Hitlers gewesen zu sein. Im November 1931 trat Grawitz in die SS (SS-Nummer 27.483), zum 1. Mai 1932 in die NSDAP ein (Mitgliedsnummer 1.102.844). 1935 ernannte ihn der Reichsführer SS Heinrich Himmler zum Chef des SS-Sanitätsamtes und zum „Reichsarzt der SS“. Als Reichsarzt SS unterstand Grawitz Himmler direkt und war die oberste fachliche Instanz in allen medizinischen und sanitätsdienstlichen Angelegenheiten innerhalb der SS. So war er auch für die Ärzte und die medizinischen Zustände in den Konzentrationslagern verantwortlich. Anfang 1942 wurde Grawitz von Himmler zum „Reichsarzt SS und Polizei“ ernannt.

## Karriere und DRK
Am 17. Dezember 1936 wurde Grawitz von Reichsinnenminister Wilhelm Frick in Übereinstimmung mit der geltenden Satzung zum stellvertretenden Präsidenten des Deutschen Roten Kreuzes ernannt. Nach Satzungsänderung und Verabschiedung des DRK-Gesetzes Ende 1937 wurde Grawitz dann „Geschäftsführender Präsident“, dies wohl vor allem im Zusammenhang mit den deutschen Kriegsplanungen, nachdem Hitler 1936 die endgültige Entscheidung zum Angriffskrieg getroffen hatte. Dieser Entscheidung mussten weite Teile der Gesellschaft angepasst werden: die Armee, die Industrie und nicht zuletzt das Deutsche Rote Kreuz, das mit seiner langen Erfahrung auf dem Gebiet des Kriegssanitätsdienstes und seinen großen personellen Ressourcen einen entscheidenden Faktor zur Unterstützung eines Angriffskrieges darstellte.
In der bestehenden Organisationsform eines Zusammenschlusses mehrerer rechtlich selbständiger Vereine konnte das DRK jedoch nicht effektiv auf diese Aufgabe vorbereitet werden. Der seit 1933 amtierende Präsident, Herzog Carl-Eduard von Sachsen-Coburg und Gotha, erfüllte rein repräsentative Aufgaben. Mit Ernst-Robert Grawitz wurde ihm 1937 ein Mann zur Seite gestellt, der das DRK personell an die SS zu binden vermochte.
Grawitz erklärte zu seiner Amtseinführung, dass, „1. das Deutsche Rote Kreuz ein gesunder, den Lebensgesetzen des nationalsozialistischen Dritten Reiches sich organisch einfügender Bau sein muss, der 2. entsprechend seiner Zweckbestimmung gemäß dem Genfer Abkommen den an ihn in Frieden und Krieg gestellten Anforderungen unbedingt zu genügen hat und 3. dessen Organisationsform und Führung die Möglichkeit und den Anreiz der freiwilligen Mitarbeit weiter Kreise des deutschen Volkes gewährleisten muss.“
Ab Mitte 1937 baute Grawitz die DRK-Organisation ohne jede rechtliche Grundlage im Sinne des propagierten „Führerprinzips“ um. Die bisher selbständigen Landes- und Kreisverbände wurden zu Landes- und Kreisstellen, die Vereinsstruktur völlig zerschlagen. Er berichtete darüber: „Heute steht ein neues, schlagkräftiges Deutsches Rotes Kreuz, in soldatisch-straffer Form organisiert und nationalsozialistisch geführt, zu jedem Einsatz bereit“. Als juristische Grundlage wurden Ende des Jahres 1937 im Nachhinein das Gesetz über das DRK und eine neue Satzung verabschiedet.
1939 wurde er Ehrenmitglied der Deutschen Gesellschaft für Hämatologie und Medizinische Onkologie. Seine Ehrenmitgliedschaft wurde 2014 aberkannt.

## DRK und SS
Parallel zur Umorganisation des DRK durchsetzte Grawitz die DRK-Führungsspitze mit SS-Männern. So ernannte er den SS-Gruppenführer Oswald Pohl (der seit 1935 für Himmler die Verwaltung der SS und sukzessive auch die Verwaltung der Konzentrationslager organisierte) zum Schatzmeister und späteren Verwaltungschef des DRK. Aus zunächst kleinen Werkstätten und Betrieben in den Konzentrationslagern baute Pohl das Wirtschaftsimperium der SS auf, die in ihren Betrieben die KZ-Häftlinge durch Zwangsarbeit ausbeutete.
Mit der Billigung von Grawitz verschaffte Pohl der SS Millionenkredite aus den Kassen des DRK, die er in geheimen Transaktionen als „Generalbevollmächtigter für alle vermögensrechtlichen Angelegenheiten des DRK“ an Himmlers Wirtschaftsbetriebe weiterleitete. Nicht zuletzt deshalb konzentrierte Pohl das bisher von den einzelnen DRK-Stiftungen und -Organisationen verwaltete Geld auf gemeinsame Konten, zu denen nur Pohl, Grawitz und ihre engsten Mitarbeiter Zugang hatten.
Am 20. Juli 1938 erklärte Grawitz in Wien auf einer Ärztetagung: „Letzter Einsatz unter dem Zeichen des Roten Kreuzes ist nur möglich auf der Grundlage höchster Soldatentugenden und zutiefst nur da, wo die Begriffe Ehre, Tapferkeit und eine gläubige Erkenntnis einer über uns stehenden Macht der Vorsehung vorhanden sind.“
Im September 1939 erklärte sich Grawitz nach Angaben des SS-Arztes Werner Kirchert bereit, SS-Ärzte für die (später als „Aktion T4“ bezeichnete) Ermordung körperlich und geistig Behinderter abzustellen. So soll Grawitz gesagt haben, „…es sei keine angenehme Aufgabe, aber man müsse auch bereit sein, unangenehme Arbeiten zu übernehmen“, allerdings „… wolle er damit die SS nach außen hin nicht belasten, obwohl er mindestens einen Teil des Personals aus der SS zur Verfügung stellen müsse“. Er schloss sich von diesen Unannehmlichkeiten nicht aus und erklärte sich bereit „… nach Errichtung der ersten Tötungsanstalt die Tötung des ersten Geisteskranken selbst durchzuführen.“
Gemeinsam mit Oswald Pohl genehmigte Grawitz die seit 1941 stattfindenden Menschenversuche in nationalsozialistischen Konzentrationslagern. An ihn ergingen die Häftlings-Anforderungen für medizinische Versuche verschiedener Forschungseinrichtungen, wie zum Beispiel der Forschungsstelle der Heeressanitätsinspektion und des Robert Koch-Instituts. Auch Himmler selbst beauftragte Grawitz mit der Planung oder Koordinierung von Versuchen und erhielt von ihm laufend schriftliche Berichterstattung.
Anfang 1942 ernannte Bernhard Rust als Reichsminister für Wissenschaft, Erziehung und Volksbildung Ernst-Robert Grawitz „im Namen des Führers“ zum Honorarprofessor an der medizinischen Fakultät der Universität Graz. Er sollte Vorlesungen über „Wehrmedizin“ halten.
In der nationalsozialistischen Rassenideologie waren Grawitz’ Arbeit als Arzt für das Rote Kreuz und seine Beteiligung an den Morden kein Widerspruch. Geholfen werden sollte nach dieser Ideologie all denen, die als rassisch höherwertig, als „arisch“ definiert wurden. Ihnen galt das Wirken der nationalsozialistischen Ärzteschaft, des öffentlichen Gesundheitswesens und nicht zuletzt die Tätigkeit des Deutschen Roten Kreuzes im „Dritten Reich“. All jene aber, die als minderwertig eingestuft wurden, weil sie jüdischer oder slawischer Herkunft waren, geistig oder körperlich behindert oder weil sie sich politisch gegen Hitler wandten, galten in der NS-Propaganda als „Ballastexistenzen“ und wurden in unzähligen Fällen zu Opfern der „Vernichtung lebensunwerten Lebens“. Das medizinische Wissen der Ärzteschaft wurde gegen sie verwendet, deutsche Ärzte experimentierten mit diesen Menschen oder verabreichten tödliche Spritzen. Und auch das Deutsche Rote Kreuz als Hilfsorganisation in Krieg und Frieden wollte diesen Menschen nicht beistehen, lediglich einige DRK-Mitarbeiter versuchten mit bescheidenen Mitteln eine illegale Hilfe zu organisieren.

## Gasbrand- und Hepatitis-Versuche
Auf Initiative von Grawitz wurden im KZ Ravensbrück unter Leitung von Karl Gebhardt an 60 Polinnen Sulfonamid-Versuche zur Behandlung von Gasbrand durchgeführt, dessen Aussage im Nürnberger Prozess zufolge Grawitz „absolut kriegsgleiche Wunden“ durch Hinzufügen von Schmutz, Glassplittern etc. verlangte.
1943 stellte Grawitz an Himmler die Bitte, ihm acht KZ-Häftlinge für Versuche mit infektiöser Hepatitis zur Verfügung zu stellen. In seinem Schreiben heißt es, die Forschung habe erwiesen, dass diese Krankheit nicht durch Bakterien, sondern durch Viren übertragen würde. Versuchsweise sei Hepatitis von Menschen auf Tiere übertragen worden, und es sei „wünschenswert“, gezüchtete Viren auf Menschen zu übertragen. Himmler antwortete schriftlich und stellte acht Juden aus Auschwitz zur Verfügung. Die Versuche wurden im KZ Sachsenhausen durchgeführt.

## Suizid und Mord an seiner Familie
Anfang April 1945 besuchte Grawitz letztmals Adolf Hitler im Führerbunker. Ende April 1945 tötete er seine Familie und sich selbst in seiner Babelsberger Villa an der damaligen Straße der SA 59 (heute: Karl-Marx-Straße) mit einer Handgranate. Im Film Der Untergang (2004) wird der Suizid als Reaktion darauf dargestellt, dass Hitler Grawitz die Flucht aus Berlin vor dem Zugriff der Alliierten verboten hatte.
Grawitz war für den Nürnberger Ärzteprozess der Alliierten als wichtigster Angeklagter vorgesehen und hätte seine Hinrichtung zu erwarten gehabt. Dem kam er mit dem Suizid zuvor.